# Industria en Andalucía
La industria en Andalucía aportó 11.979 millones de euros en el año 2005 y asalarió a más de 290.000 trabajadores. El aporte de producción representa un 9,15%, en continuo descenso frente a otros sectores de la economía andaluza, y muy por debajo del 15,08% de la economía española. Otro dato sintomático fue el estancamiento de la industria con respecto al resto nacional, a pesar del ligero aumento del peso de la comunidad en el último lustro, el 8,45% actual está muy por debajo del 9,8% de 1986. Se puede afirmar por lo tanto que no se tiende a una convergencia con el resto de las comunidades en dicho sector.
Al analizar los distintos subsectores de la industria andaluza existe una clara dependencia del sector agroalimentario que supone más del 16% del total de la producción. En una comparativa con la economía española, este subsector agroalimentario es prácticamente el único que tiene cierto peso en la economía nacional con el 16,16%. Muy por detrás se sitúa el sector de fabricación de materiales de transporte que apenas rebasa el 10% de la economía española. Cabe destacar el sector aeronáutico andaluz que representa aproximadamente un 21% del total en términos de facturación y empleo Archivado el 25 de mayo de 2012 en Wayback Machine., destacando empresas como Airbus, Airbus Military, o la recientemente creada Alestis Aerospace. Así como el incipiente sector industrial asociado a las nuevas tecnologías presentes en el PTA.
En el sentido contrario cabe mencionar el escaso peso de la industria andaluza en sectores como el textil en el ámbito nacional.

## Historia de la industria en Andalucía

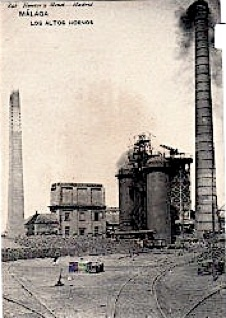
Altos Hornos de Málaga. Fábrica de La Constancia, 1847

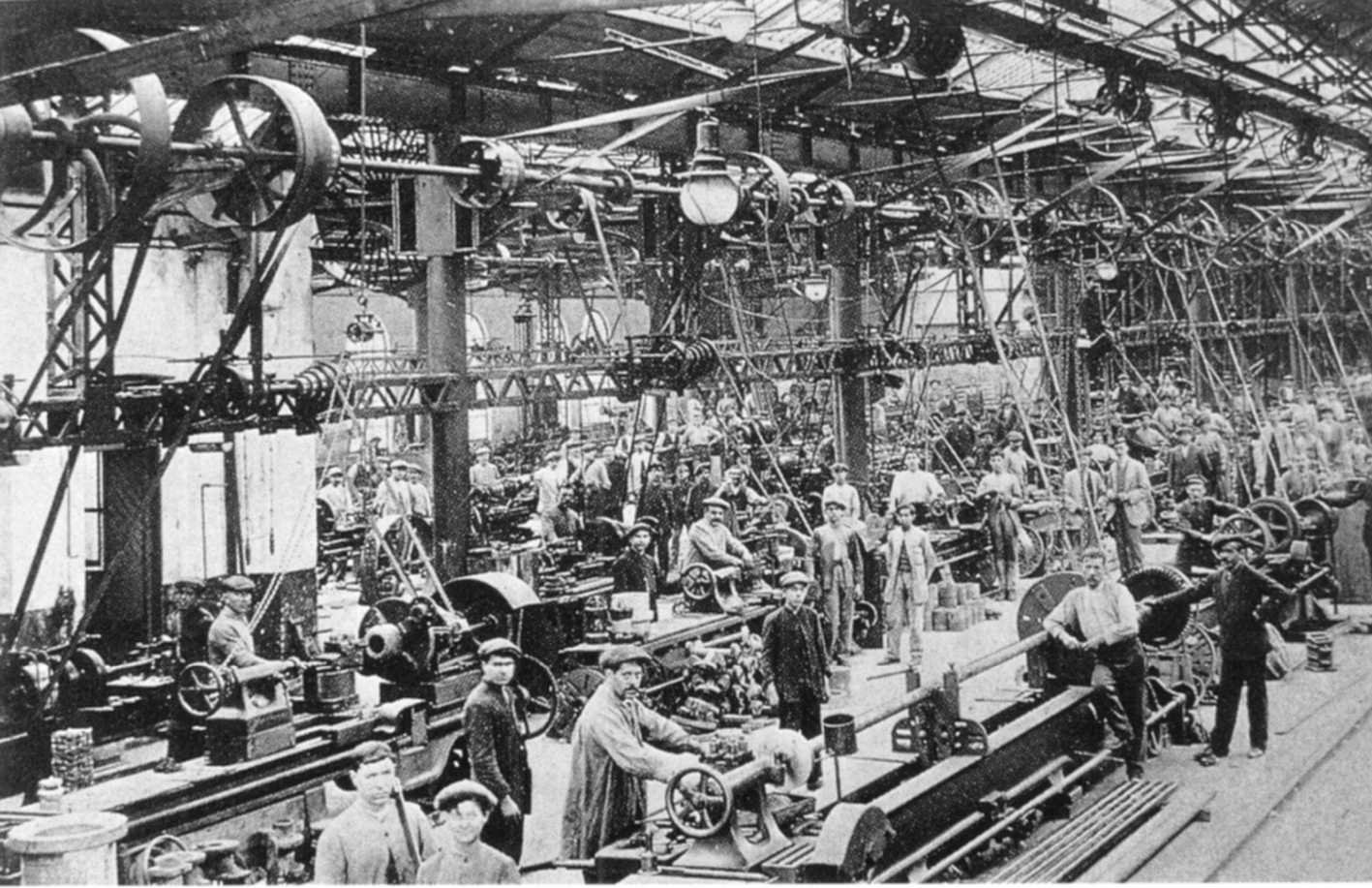
Taller de la Rio Tinto Company Limited en las minas de Riotinto.

La industria en Andalucía tuvo un importante peso en la economía española durante el siglo XIX. En 1856, Andalucía era la segunda región española en cuanto a grado de industrialización.[cita requerida] Un siglo más tarde estaba ya prácticamente a la cola, con un índice de industrialización inferior al 50 por 100 del nivel medio español. Mientras que entre 1856 y 1900 Andalucía tenía un índice de industrialización superior a la media nacional en las ramas de alimentación, metalurgia, química y cerámica, a partir de 1915 esta supremacía se redujo a las ramas de alimentación y química.  Los prometedores inicios del sector siderometalúrgico y textil en la provincia de Málaga o del sector agroalimentario en Cádiz, Granada y Málaga en el siglo XIX acabaron fracasando entre otras causas por los siguientes elementos: 
- La agricultura andaluza más productiva habría estado siempre vinculada a exportaciones con demanda muy elástica, agotándose definitivamente sus posibilidades durante la crisis agraria de la penúltima década del siglo;
- La minería, que pudo haber servido también como potentísima fuente de acumulación, tampoco lo hizo por su condición de minería dependiente y de saqueo, encontrándose en manos de empresas extranjeras.
- Ausencia de una estructura financiera capaz de canalizar recursos hacia la industria, prefiriendo siempre actividades comerciales o destinando cuantiosos recursos en la construcción del ferrocarril;
- La integración de Andalucía en el mercado nacional cuando el trazado del ferrocarril estuvo totalmente terminado supuso un duro golpe para la economía de la región al convertirse en una pequeña parte de un territorio mucho más amplio;
- La Restauración borbónica habría hecho de la oligarquía industrial andaluza una oligarquía fundamentalmente política y residente en Madrid. Esto había potenciado un crecimiento desequilibrado, en el que Andalucía se había especializado definitivamente en actividades agrarias exportadoras con salarios bajos y altos beneficios para terratenientes. Posteriormente, fueron invertidos en actividades industriales en el centro del país, en altos salarios y elevada capacidad adquisitiva.

### La pionera industria siderúrgica malagueña
El primer complejo siderúrgico español importante de la época de la primera Revolución Industrial se llevó a cabo en la provincia de Málaga, con unos altos hornos en la Fábrica de La Concepción (1826) en Marbella, y otros en Málaga en la Fábrica de La Constancia (1833), ambos impulsados por el industrial Manuel Agustín de Heredia. Otra siderúrgica malagueña se denominó El Ángel, con fundiciones homónimas en Marbella y Málaga, esta por iniciativa de Juan Giró. La diversificación en otros sectores corrió a cargo del mismo grupo de familias de la oligarquía burguesa malagueña, como los Larios, que fundaron conjuntamente en 1847 Industria Malagueña S.A.. También fue importante la actividad del financiero José de Salamanca y Mayol, Marqués de Salamanca.
El problema de este foco industrial era la utilización de hulla que se traía desde Inglaterra al puerto de Málaga, debido a la falta de puertos industriales en Asturias que posibilitasen embarcar el carbón asturiano hasta Málaga, y hacía inviable su utilización. Sin embargo, para proteger la producción de carbón asturiano, el Estado gravaba la importación de carbón británico con tasas de hasta el 50%, con lo que elevaban indirectamente los costes de producción de la industria malacitana, perjudicando su viabilidad o posible crecimiento. Por esa razón, varios de estos industriales se involucraron en el que fuera uno de los primeros proyectos de ferrocarril de España en 1851, la línea Córdoba-Málaga, aunque las obras y los trámites administrativos se dilataron en el tiempo. El tren con Córdoba, finalizado en 1866, pretendía buscar una salida a la falta de carbón mineral, uno de los grandes problemas que frenaban la industria malagueña. Desgraciadamente, cuando llegó carbón mineral a Málaga, los productos catalanes y vascos ya eran más competitivos.

### La industria del algodón
Los Larios fundaron Industria Malagueña S.A. registrada el 23 de mayo de 1847, era legalmente la segunda sociedad limitada en la industria algodonera española, superando poco después a La España Industrial en Sants (Barcelona). Además, el éxito de La Industria Malagueña había impulsado la creación en 1858 de una segunda empresa, La Aurora, bajo la dirección de Carlos Larios, primo del presidente de La Industria Malagueña. Estas empresas fueron durante un tiempo considerable rivales por el liderazgo en la producción algodonera española.

## Características
- Su distribución espacial es desigual. Las localidades con mayor actividad industrial son Sevilla, Málaga, San Roque, Palos de la Frontera y Córdoba.
- Las principales industrias son agroalimentarias y están repartidas por todo el territorio andaluz y emplean a una tercera parte de los trabajadores industriales. Otras son la industria automovilística, la aeronáutica y la industria química.
- El bajo nivel tecnológico es otra característica de la industria andaluza, que en gran medida explica su especialización en actividades industriales de transformación de materias primas agrarias y minerales. La gran mayoría de las empresas son de tamaño muy reducido y sólo las empresas de participación pública o de capital extranjero son capaces de desarrollar grandes estructuras empresariales.
- La mayoría de las empresas industriales son de pequeño tamaño, ya que las grandes empresas siderúrgicas, textiles o de construcción naval han desaparecido o se han reducido considerablemente. Esto les hace ser poco competitivas, al tener dificultades para incorporar modernos sistemas de producción e innovaciones tecnológicas.
- La población ocupada en el sector industrial es escasa. Sólo el 10,2% de la población activa empleada lo hace en la industria, frente al 17% de la media española.

### Áreas y focos industriales
- Metalúrgica: presente en Huelva, Los Barrios (Acería) y en menor medida Linares tienen industrias ligadas a la transformación metálica.
- Centrales térmicas: de las centrales de San Roque, Carboneras y Puente Nuevo, solo la última se abastece de carbón extraído en Andalucía.
- Química: Huelva, con un número importante de empresas dedicadas a la fabricación de ácido sulfúrico. También presentes en el Campo de Gibraltar, Sevilla y Granada, en menor medida.
- Cemento: en la producción de cemento, Andalucía al igual que España es una de las grandes productoras y la distribución de las factorías es muy dispersa: Niebla, Jerez, Málaga, Córdoba, Alcalá de Guadaira, Torredonjimeno, Almería y Carboneras.
- Cerámica: principalmente concentrada en Bailén.
- Vidrio: Jerez concentra la fabricación de vidrio a través de la transformación de arenas silíceas.
- Mármol: los mármoles de Macael son los más abundantes.
- Pigmentos y colorantes: se obtienen sobre todo en Málaga y Jaén.

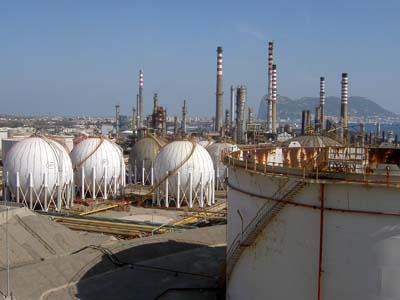
Refinería de Cepsa, en San Roque.

En cuanto a la infraestructura portuaria de entrada-salida de materias primas:
- Exportación: Almería, Huelva y Málaga, y en menor medida Sevilla y Cádiz.
- Importación: Cádiz, Carboneras y Huelva.

Según el Anuario económico de La Caixa 2013, las cinco primeras ciudades andaluzas por índice industrial, cuyo valor refleja el peso relativo de la actividad industrial de cada municipio, respecto al total de España (100.000), serían.-
| Ciudad               | Índice |
| Sevilla              | 1.150  |
| Málaga               | 664    |
| San Roque            | 622    |
| Palos de la Frontera | 452    |
| Córdoba              | 438    |
| Granada              | 467    |

### Energía

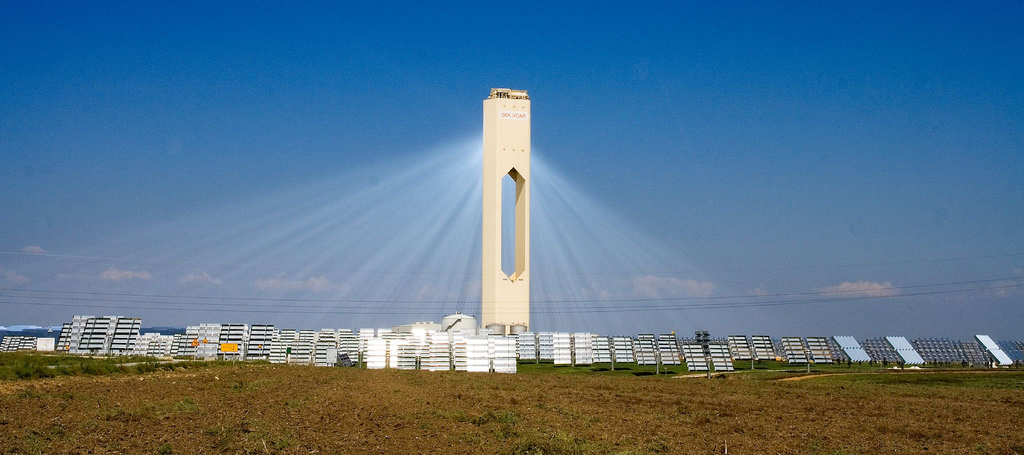
Central térmica solar PS10, en Sanlúcar la Mayor

La escasez de recursos combustibles fósiles, o su escaso poder calorífico, provoca una fuerte dependencia del petróleo importado, en el sector energético andaluz, si bien Andalucía cuenta con un gran potencial para el desarrollo de las energías renovables, sobre todo de la energía solar y de la eólica. La Agencia Andaluza de la Energía, creada en 2005, es el nuevo órgano gubernamental encargado de desarrollar la política autonómica en relación con el abastecimiento energético de la comunidad. 
La infraestructura para la producción de energía eléctrica está compuesta por nueve grandes centrales térmicas; más de sesenta pequeñas centrales hidráulicas; dos parques eólicos; y catorce centrales cogeneradoras térmicas. La mayor empresa de este sector fue la Compañía Sevillana de Electricidad, fundada en 1894, hoy día absorbida por Endesa
Desde marzo de 2007, Andalucía alberga la primera central de energía termosolar de concentración de Europa: la central solar PS10, situada en Sanlúcar la Mayor y realizada por una empresa andaluza, Abengoa. Además existen otras centrales menores, como las de Cúllar y Galera (Granada), inauguradas recientemente por Geosol y Caja Granada. También en la provincia de Granada, concretamente en la Hoya de Guadix, están proyectadas dos grandes centrales termosolares (Andasol I y II) que suministrarán electricidad a cerca de medio millón de hogares. En el campo de la investigación y el desarrollo de la energía solar un centro importante es la Plataforma Solar de Almería, uno de los más importantes en Europa. 
La mayor empresa del sector eólico es la Sociedad Eólica de Andalucía surgida de la fusión de las empresas Planta Eólica del Sur S.A. y Energía Eólica del Estrecho S.A.